# 클로드 샤프

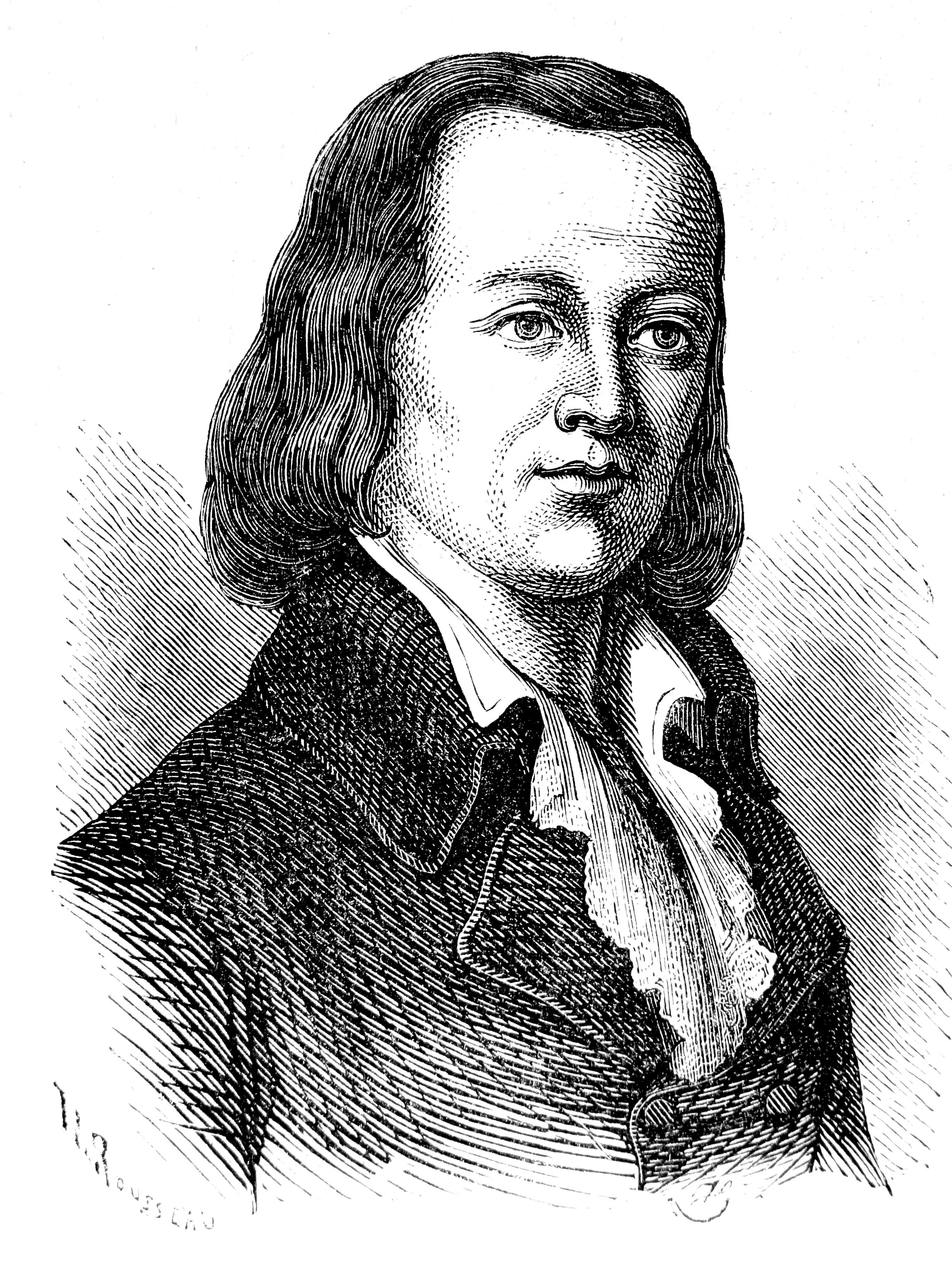
클로드 샤프

클로드 샤프(Claude Chappe, 프랑스어: [klod ʃap], 1763년 12월 25일~1805년 1월 23일)는 1792년에 프랑스 전역에 걸쳐 실용적인 신호기 시스템을 시연한 프랑스의 발명가였다. 그의 시스템은 일련의 타워로 구성되었으며 각 타워는 다른 타워의 시야 내에 있으며 각 타워는 다양한 위치에 배치할 수 있는 피벗에 두 개의 크로스암이 있는 나무 돛대를 지지한다. 타워의 운영자는 암을 일련의 위치로 이동하여 세마포어 코드로 텍스트 메시지를 작성했다. 다음 타워의 운영자는 망원경을 통해 메시지를 읽은 후 다음 타워로 전달했다. 이는 산업 시대 최초의 실용적인 통신 시스템이었으며 1850년대 전기 전신 시스템이 이를 대체할 때까지 사용되었다.